# Walter Hermann Moor
Walter Hermann Moor (* 14. August 1895 in Genf; † 8. Februar 1984 in Zürich, heimatberechtigt in Vordemald) war ein Schweizer Architekt, Maler und Grafiker.

## Leben und Werk
Walter Moor studierte an der ETH Zürich Architektur. Nach seinem Abschluss 1921 arbeitete er in verschiedenen Architekturbüros im In- und Ausland. Von 1929 bis 1957 war er als Stadtplanarchitekt in Zürich tätig. Neben seinem Beruf widmete er sich immer mehr der Malerei. So besuchte er an der Zürcher Volkshochschule das Fach Abstraktes Malen und Zeichnen bei Oskar Dalvit.
Ab den 1950er-Jahren stellte Moor seine Werke in über vierzig Einzel- und Gruppenausstellungen aus. 1954 gründete er mit anderen namhaften Künstlern die Gruppe «Zinnober», die er mehrere Jahre präsidierte. Ab 1971 war er Mitglied der Sektion Zürich der GSMBA. Moors künstlerisches Schaffen wurde stark von der Architektur geprägt.